# Le Bilan (chanson)
Pour les articles homonymes, voir Bilan.
Pistes de Ferrat 80
Oural ouralou
Le Bilan est une chanson de Jean Ferrat, sortie en 1980. Elle constitue le titre phare et la première piste de l'album Ferrat 80.

## Thème de la chanson
Avec ce titre, Jean Ferrat se souvient des engagements communistes de sa jeunesse et des jeunes gens de sa génération qui, ayant participé aux mouvements sociaux des années 1930, à la Résistance durant la Seconde Guerre mondiale et aux années d'après-guerre, ont vu leurs idéaux trahis par les apparatchiks communistes staliniens et leurs successeurs. Il dénonce les mensonges répétés, les purges, les procès truqués, la désinformation de l'appareil soviétique, qui a dévoyé l'idéal communiste. Au détour d'un couplet, Ferrat fait allusion aux propos tenus par Georges Marchais le 23 avril 1979, selon lesquels le bilan de l'Union soviétique était « globalement positif » : « Mais quand j'entends parler de bilan positif, je ne peux m'empêcher de penser à quel prix ? Et ces millions de morts qui forment le passif, c'est à eux qu'il faudrait demander leur avis ».
Pour autant avec Le Bilan, Jean Ferrat ne tourne nullement le dos à ses idéaux et réaffirme sa foi dans le socialisme. Dans le refrain il reprend en guise de leitmotiv :  « Au nom de l'idéal qui nous faisait combattre et qui nous pousse encore à nous battre aujourd'hui ».
Ce n'est pas la première chanson de Jean Ferrat à fustiger l'appareil soviétique : en 1970 déjà, avec la chanson Camarade, il dénonçait l'intervention des forces armées soviétiques en Tchécoslovaquie qui mettait brutalement un terme au Printemps de Prague.

## Compléments